# Colomino
Colomino ist ein strategisches Legespiel des deutschen Spieleautors Max J. Kobbert, das 1973 in der Casino-Serie von Ravensburger sowie 1976 unter dem Namen Block out von Hallmark Games auch in den Vereinigten Staaten erschien. Das Spiel baut auf dem Konzept des Domino auf, indem Spielsteine immer mit ihren Farbflächen an passende Steine angelegt werden müssen. Die Spieler müssen dabei mit Hilfe von quadratischen Spielsteinen eine Verbindung zwischen zwei Seiten eines Spielplans bilden und dabei durch das Füllen von Höfen Punkte bekommen.

## Spielweise
Colomino baut auf dem klassischen Domino auf. Die Spieler versuchen, mit den vorhandenen Spielsteinen auf dem Spielplan eine Linie von einer Grundlinie zur Grundlinie der gegenüberliegenden Seite zu legen und dabei möglichst viele Punkte zu bekommen. Wie bei Domino müssen sie die Steine dabei so anlegen, dass benachbarte Farbflächen übereinstimmen. Das Spielmaterial besteht aus einem doppelseitig bedruckten Spielplan mit 9 × 9 und 12 × 12 Spielfeldern, 144 quadratischen Spielsteinen mit jeweils vier Farbflächen, jeweils 80 blauen und gelben Spielmarken, vier Ablageleisten und einem Stoffbeutel.

### Spielablauf
Zum Beginn des Spiels wird der Spielplan so zwischen die Spieler gestellt, dass jeder Spieler von einer Seite darauf zugreifen kann. Jeder Spieler bekommt eine Ablageleiste, die Spielsteine werden in den Stoffbeutel gegeben. Nachdem ein Startspieler festgelegt wurde, wird dessen Grundlinie als Grundlinie für die Runde und die gegenüberliegende Seite als Ziellinie festgelegt. Jeder Spieler zieht blind fünf Spielsteine und platziert diese so auf seiner Ablageleiste, dass sie von den anderen Spielern nicht gesehen werden können.
Gespielt wird reihum und der jeweils aktive Spieler muss von seinen Steinen jeweils drei auswählen und passend an die bereits ausliegenden Steine oder die Grundlinien anlegen. Danach zieht er drei Spielsteine nach und stellt diese auf seine Ablage. Eingesetzte Steine dürfen nicht mehr verlegt oder weggenommen werden. Jeder gelegte Stein muss entweder direkt oder durch mindestens eine Seite durch bereits liegende Steine mit der Grundlinie verbunden sein. Sobald die in der Mitte des Spielplans abgedruckten Farbflächen mit der Grundlinie verbunden sind, kann auch an diese angelegt oder passend auf ihnen abgelegt werden. Im Spiel befinden sich vier weiße Jokersteine, die an beliebige Steine angelegt werden können. Hat ein Spieler einen Stein, der an die Stelle eines Jokers passt, darf er diesen darauf ablegen.
Durch das Ablegen der Spielsteine werden offene und geschlossene „Höfe“ gebildet. Ein offener Hof ist dabei ein unbesetztes Quadrat auf dem Spielfeld, das von drei Seiten mit Spielsteinen und/oder den Grundlinien umgeben ist, und ein geschlossener Hof ist ein Feld, das von allen Seiten umgeben ist. Ein Spieler, der einen Spielstein in einen offenen Hof legen kann, bekommt einen gelben Farbchip, und für die Füllung eines geschlossenen Hofs einen blauen Farbchip. Kann ein Spieler in seinem Zug mit seinen drei Chips mehrere Höfe besetzen, bekommt er für den ersten Hof die normale, für den zweiten die doppelte und für den dritten die dreifache Prämie. Ein Hof, der von einem Jokerstein besetzt ist, kann ebenfalls besetzt werden und wird entsprechend belohnt. Der gelbe Farbchip zählt bei der Endwertung einen Punkt, der blaue zwei Punkte.
Das Spiel endet, wenn ein Spieler mit einem Spielstein die der Grundlinie gegenüberliegende Seite erreicht, danach darf jeder Spieler noch einen Zug spielen. Gewinner des Spiels ist der Spieler, der am Ende die meisten Punkte hat. Bei einem Gleichstand gewinnt der Spieler mit den meisten blauen Chips.

## Ausgaben und Rezeption
Colomino wurde von dem deutschen Spieleautor Max J. Kobbert entwickelt und 1973 als dessen erstes veröffentlichtes Spiel in der Casino-Serie von Ravensburger herausgebracht. 1976 erschien es unter dem Namen Block out von Hallmark Games in einer englischsprachigen Version auf dem amerikanischen Markt.

## Belege
1. 1 2 3 4 5 6 7  Colomino - Spielanleitung
2. ↑  Versionen von Colomino in der Datenbank BoardGameGeek; abgerufen am 9. Dezember 2017.